# Kohlenbach (Bergen)

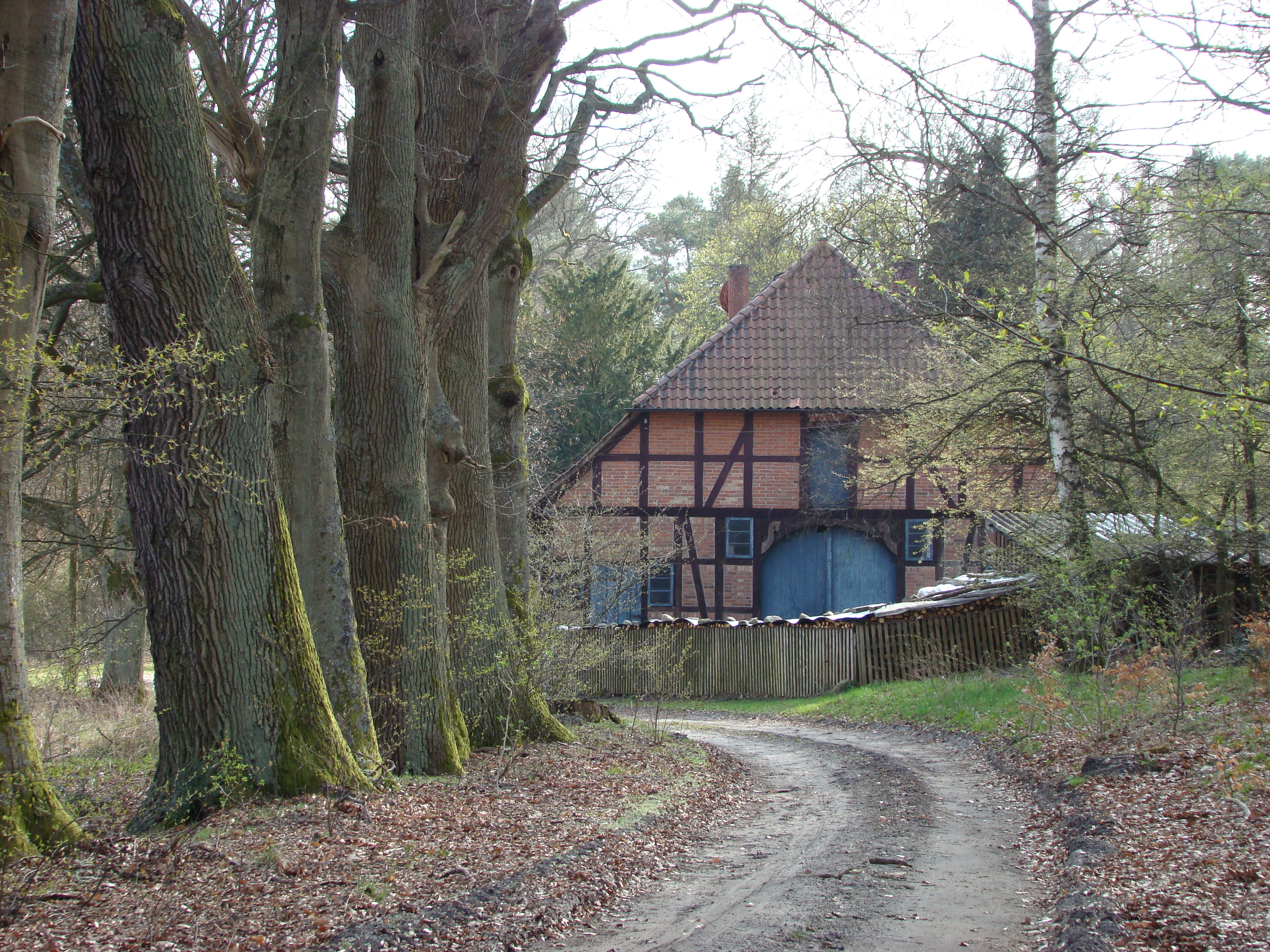
Vierständerhaus von 1753 in Kohlenbach am Heidschnuckenweg und Europäischen Fernwanderweg E1

Kohlenbach ist ein Ortsteil der zur niedersächsischen Stadt Bergen gehörenden Ortschaft Eversen im Landkreis Celle in der Lüneburger Heide.

## Topographie und Geschichte

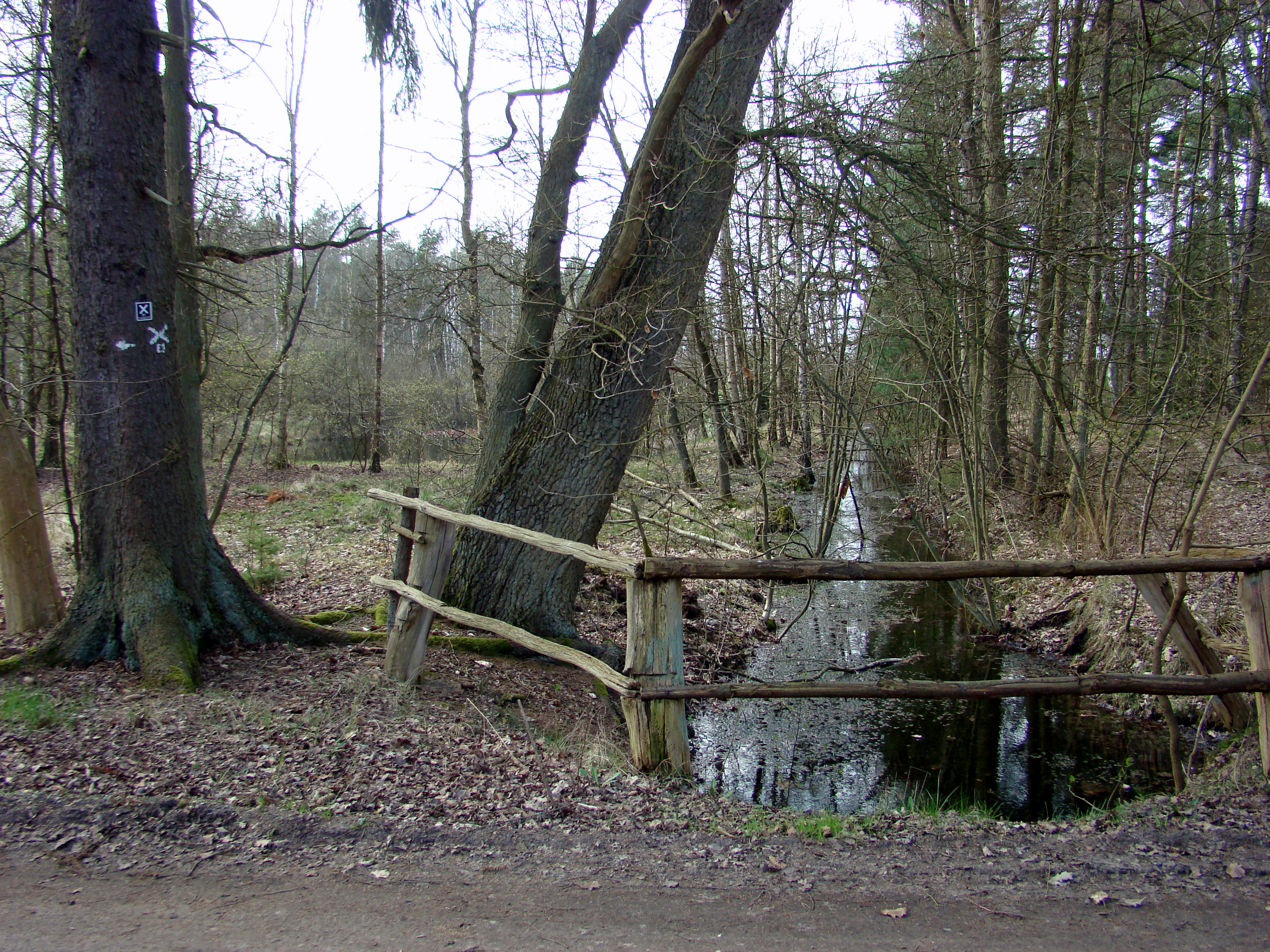
Der Kohlenbach, der dem Ortsteil seinen Namen gab

Kohlenbach besteht aus einem am Rande der Gemarkung Eversen im Garßener Holz liegenden Forsthaus und einem Einzelgehöft. Der kleine Kohlenbach, ein Quellbach des Bruchbaches, fließt unmittelbar daran vorbei und gibt dem Örtchen seinen Namen. Der Kohlenbach selbst erhielt seinen Namen wahrscheinlich wegen des dunklen Wassers. An der „Alten Celler Heerstraße“ gelegen, die aus Hannover und Celle kommend, in Richtung Lüneburg hier vorbeiführte, befand sich ursprünglich eine Ausspannstation mit einem Gasthaus. Am Ende des 18. Jahrhunderts, durch neue Verkehrsverbindungen und den Bau der Eisenbahn bedingt, verlor dieser Weg als Handelsstraße an Bedeutung und die Gastwirtschaft musste aufgegeben werden. In einer topographischen Karte aus dem Jahre 1777 wird erstmals das “Försterhaus zu dem Colenbach” erwähnt. Seit dieser Zeit war Kohlenbach Sitz des Revierförsters und Teil der königlichen Oberförsterei Miele. Zur Gemeinde Eversen gehörte Kohlenbach seit 1929. Am 1. Januar 1973 wurde Eversen in die Stadt Bergen eingegliedert.
Heute führen der Europäische Fernwanderweg E1 und der Heidschnuckenweg direkt an dem Gehöft vorbei.